# Suzuki Swift
El Suzuki Swift és un automòbil del segment B produït pel fabricant japonès Suzuki. Existeixen tres generacions, posades a la venda en els anys 1985, 1989 i 2004.

## Primera generació (1985-1998)
La primera generació també es va vendre amb els noms Chevrolet Swift i Sprint, Pontiac Firefly i Geo Metro, tres marques de General Motors. Va existir amb carrosseries hatchback de tres i cinc portes, sedan de quatre portes i descapotable de dues portes. Els seus motors eren dos gasolina d'1.0 i 1.3 litres de cilindrada, disponibles amb carburador o injecció de combustible i amb turbocompressor en el cas del de carburació.

## Segona generació (2004-2010)
La segona generació del Swift es va vendre amb motors gasolina; un 1.0 litres de 53 CV, un 1.3 litres de 70 o 100 CV i un 1.6 litres. A les versions amb tracció davantera se'ls va agregar altres versions amb tracció a les quatre rodes.

## Tercera generació (2010-2017)
La tercera generació és venia amb carrosseries hatchback de tres i cinc portes, homologats per a quatre i cinc ocupants respectivament. La seua grandària exterior és inferior a la majoria dels models europeus actuals de la categoria, que ronden els 4 metres de llarg. Per contra, és similar als japonesos Nissan Micra i Toyota Yaris i al francès Citroën C2. Una variant sedan de quatre portes, probablement més menuda que el Suzuki SX4 sedan, fou posada a la venda a l'Índia i a altres països en desenvolupament.
Existeixen variants amb tracció davantera i a les quatre rodes ("Swift 4x4"), i amb caixes de canvis manual de cinc marxes o automàtica de quatre marxes. Tots els motors són de quatre cilindres i quatre vàlvules per cilindre. Els gasolina són un 1.3 litres de 92 CV, un 1.5 litres de 102 CV, i un 1.6 litres de 125 CV ("Swift Sport"). El Dièsel és un 1.3 litres de 70 CV amb turbocompressor de geometria fixa, injecció directa common-rail i intercooler.

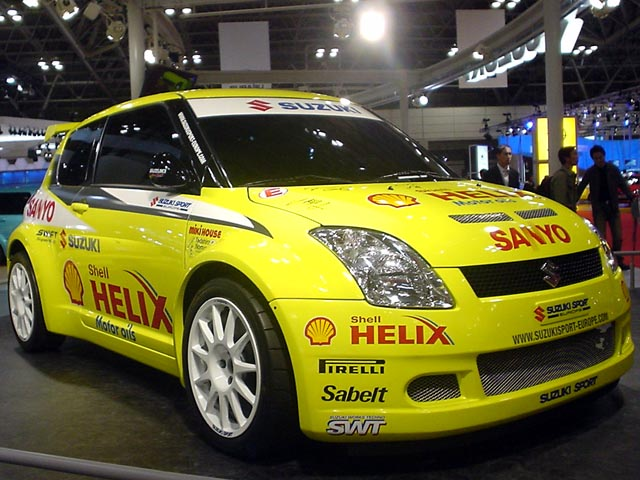
'05 Swift Super 1600, una versió modificada del Suzuki Swift que va participar en el Campionat Mundial de Ral·li Junior.